# Skatavica
Skatavica (szerbül: Скатавица), település Bosznia-Hercegovinában, a Bosanska Krajina keleti részén, Čelinac községben, a Szerb Köztársaságban. 

## Fekvése
A település Bosznia-Hercegovina északi részén, Banja Lukától légvonalban 17, közúton 22 km-re délkeletre, községközpontjától légvonalban 5, közúton 6 km-re délkeletre, 330-550 méteres magasságban, a Skatavica-hegység területén fekszik. A település környéke bővelkedik erdőkben, tágas rétekben és legelőkben, szántóföldekben, dombokban, hegyi patakokban.

## Népessége

### A település népessége
| Nemzetiségi csoport | Népesség 1991 | Népesség 2013 |
| ------------------- | ------------- | ------------- |
| Szerb               | 145           | 70            |
| Bosnyák             | 0             | 0             |
| Horvát              | 0             | 0             |
| Jugoszláv           | 0             | 0             |
| Egyéb               | 4             | 0             |
| Összesen            | 149           | 70            |

## Története
A térség 1878-ig tartozott az Oszmán Birodalomhoz, ekkor a berlini kongresszus határozata alapján az Osztrák-Magyar Monarchia része lett. 
A monarchia szétesésével 1918-ban előbb a Szerb-Horvát-Szlovén Királyság, majd 1929-től a Jugoszláv Királyság része. A Jugoszláv Királyság megalakulásával és az új területi szervezettel megalakult Jošavka község. Az 1929-es törvény értelmében, amikor Bosznia-Hercegovinát négy banovinára, Drinskára, Vrbaskára, Zetskára és Primorskára osztották, a település a Vrbaska banovina része lett, amelynek székhelye Banja Luka volt. Jugoszlávia megszállása után a Független Horvát Állam (NDH) része lett. A daytoni békeszerződést követő területfelosztásnál a település Čelinac község részeként a Szerb Köztársaság területéhez került.
Skatavica egy meglehetősen nagy területű falu volt, amelynek lakossága ortodox és katolikus volt. Ezen az alapon Skatavicát először úgy osztották fel, hogy a katolikus lakosságú rész Kotor Varoš községhez, az ortodox lakosságú rész pedig Čelinac községhez tartozott. Az egykor mintegy 50 háztartást számláló, ma alig 10 házas (kb. 30 lakosú) település Opsječko helyi közösségéhez tartozik. A mai Skatavica falu kizárólag szerb falu, de lassan kihal benne az élet. A falut a falu központjában található régi skatavaci iskola épülete uralja.
Sok skatavaci család hagyta el faluját, hogy jobb életkörülményeket keressen. Ez a kivándorlás a második világháború óta folyamatosan tart, így a világ minden táján vannak skatavčiak. A második világháború alatt Skatavica lakossága nagymértékben rokonszenvezett a csetnik mozgalommal, és Skatavica sok lakosa maga is részt vett a csetnik erők tevékenységében. A falu infrastruktúrája a második világháború után sem fejlődött: évtizedekig nem épült út, bolt sem. kultúrotthon, sem olyan gazdasági objektum, amelynek léte megállítaná vagy lassítaná a lakosság folyamatos elvándorlását.

## Gazdaság
Skatavac lakossága korábban és ma is kizárólag mezőgazdasággal és állattenyésztéssel foglalkozott. A leggyakrabban vetett növények a zab, kukorica, búza és tritikálé, a legelterjedtebb állatállomány pedig a juh, a sertés, a baromfi, a szarvasmarha és a ló. A Skatavac dombjai és legelői bővelkednek gyógynövényekben, erdei gyümölcsökben (eper, szeder), az erdők ehető és mérgező gombákkal vannak tele. Régebben a skatavaci patakok tele voltak malomokkal, amelyekből mára csak egy-kettő maradt meg, és azok is meglehetősen rossz állapotban vannak.

## Nevezetességei
Az 541 méter magas Ravna goráról, mely a Skatavac-hegység része, csodálatos kilátás nyílik a környékre.